# Арсизан Аван
Арсизан Аван (фр. Arcizans-Avant) је насеље и општина у јужној Француској у региону Миди Пирене, у департману Горњи Пиринеји која припада префектури Аржеле Газо.
По подацима из 2011. године у општини је живело 367 становника, а густина насељености је износила 24,4 становника/km². Општина се простире на површини од 15,04 km². Налази се на средњој надморској висини од 640 метара (максималној 2.332 m, а минималној 480 m).

## Демографија
| 1962. | 1968. | 1975. | 1982. | 1990. | 1999. | 2011. |
| ----- | ----- | ----- | ----- | ----- | ----- | ----- |
| 164   | 185   | 192   | 200   | 258   | 298   | 367   |

График промене броја становника у току последњих година